# Bobbie Heine
Ester Laurie Heine Miller, detta Bobbie (Greytown, 4 dicembre 1909 – Canberra, 31 luglio 2016), è stata una tennista sudafricana.

## Biografia
Nata nel 1909 a Greyton nella Provincia del Capo Occidentale da famiglia boera, crebbe in una fattoria di Winterton nel Natal in Sudafrica.
Vinse il doppio all'Open di Francia nel 1927 disputato insieme a Irene Bowder Peacock battendo in finale Peggy Saunders e Phoebe Holcroft Watson per 6-2, 6-1. Nello stesso anno la stessa coppia giunse in finale sempre nel doppio al torneo di Wimbledon dove vennero sconfitte dalla coppia Helen Wills Moody e Elizabeth Ryanper 6-3, 6-2.
Due anni dopo, nel 1929 un'altra finale al doppio all'Open di Francia, con Alida Neave persa contro Lilí de Álvarez e Kea Bouman per 7-5, 6-3. Nel singolo perse contro Cornelia Bouman in semifinale nel torneo francese del 1927 e nel 1929 da Cilly Aussem. Nel 1938 a 29 anni si ritirò dal tennis giocato.
Il 6 aprile 1931 sposò lo sportivo e musicista sudafricano Harry Miller a Pietermaritzburg Nel 1978 emigrò in Australia a Canberra dove ha vissuto fino alla morte, dopo aver festeggiato nel 2009 il centesimo compleanno
Era sorella del giocatore di cricket Peter Heine (1928-2005).